# Strój kurpiowski
Strój kurpiowski – strój ludowy obszaru Mazowsza charakterystyczny dla Kurpiów. Strój jest zróżnicowany regionalnie, tj. Kurpie Puszczy Zielonej i Puszczy Białej mają odmienne stroje.

## Strój męski
Ubiór męski Kurpiów to biała samodziałowa koszula, na którą wkładano kamizelkę, oraz sukienne spodnie. Kamizele były wykonywane z cienkiego samodziału i podbite podszewką, spodnie były z reguły wpuszczane w cholewy butów. Ubiór uzupełniać może letniak (lejbik) wkładany na koszulę pod sukmanę. Sukmana ma niewielki stojący kołnierz i kieszenie wykończone na brzegach czarną tasiemką. Sukmany w Puszczy Białej są koloru ciemnosiwego, w Puszczy Zielonej – brązowe lub granatowe. Kurpie przepasują je czarnym lub granatowym pasem, a w dni świąteczne różnokolorowym pasem wełnianym. Nakrycie głowy to granatowa czapka z lakierowanym daszkiem, czapka na cztery prawdy podbita baranem i rogatywka. Zimą natomiast noszono kożuchy do kolan z baraniej skóry.

## Strój kobiecy
Strój kobiecy składa się z koszuli samodziałowej sięgającej kolan ozdobionej haftem na kołnierzu i mankietach. Na nią wkładana jest spódnica z samodziału, w kolorowe podłużne pasy, kratę (obie puszcze) lub jednolita kolorystycznie (Puszcza Zielona). W Puszczy Białej spódnica (kitel) ma przyszyty stanik (kabat), w Puszczy Zielonej na koszulę zakłada się niezależny gorset zwany wystkiem. Fartuch zapaśny może mieć ten sam wzór co spódnica (obie puszcze) lub z białego płótna obszyty koronką (Puszcza Zielona). W chłodne dni noszono luźny kaftan, sukmanę lub kożuch. Kobiety grupy pułtuskiej (Puszcza Biała) nosiły watowe angierki. Do wyjścia bądź wyjazdu do miasta kobiety nakrywały się buronką lub dywanem, czerwono-zieloną tkaniną samodziałową czerwono-zieloną. Kurpiowskie panny z Puszczy Zielonej nosiły na głowach nakrycia, z których z tyłu spływały kolorowe wstążki: czółka z czarnego aksamitu, ozdobione sztucznymi kwiatami, cekinami lub wstążkami lub korony – piętrowe wianki. Mężatki nosiły czepce. W Puszczy Białej mężatki nosiły cypek z kacurem lub cypek ze skrzydłami wykonany z tiulu, panny i mężatki chusty sialinówki – kolorowe wełniane chustki w kwiaty. Kurpianki Zielone zdobiły strój sznurami korali z bursztynów, Kurpianki Białe sznurami drobniejszych korali, czasem bursztynowych. Na co dzień kobiety nosiły trzewiki i chodaki.

## Galeria

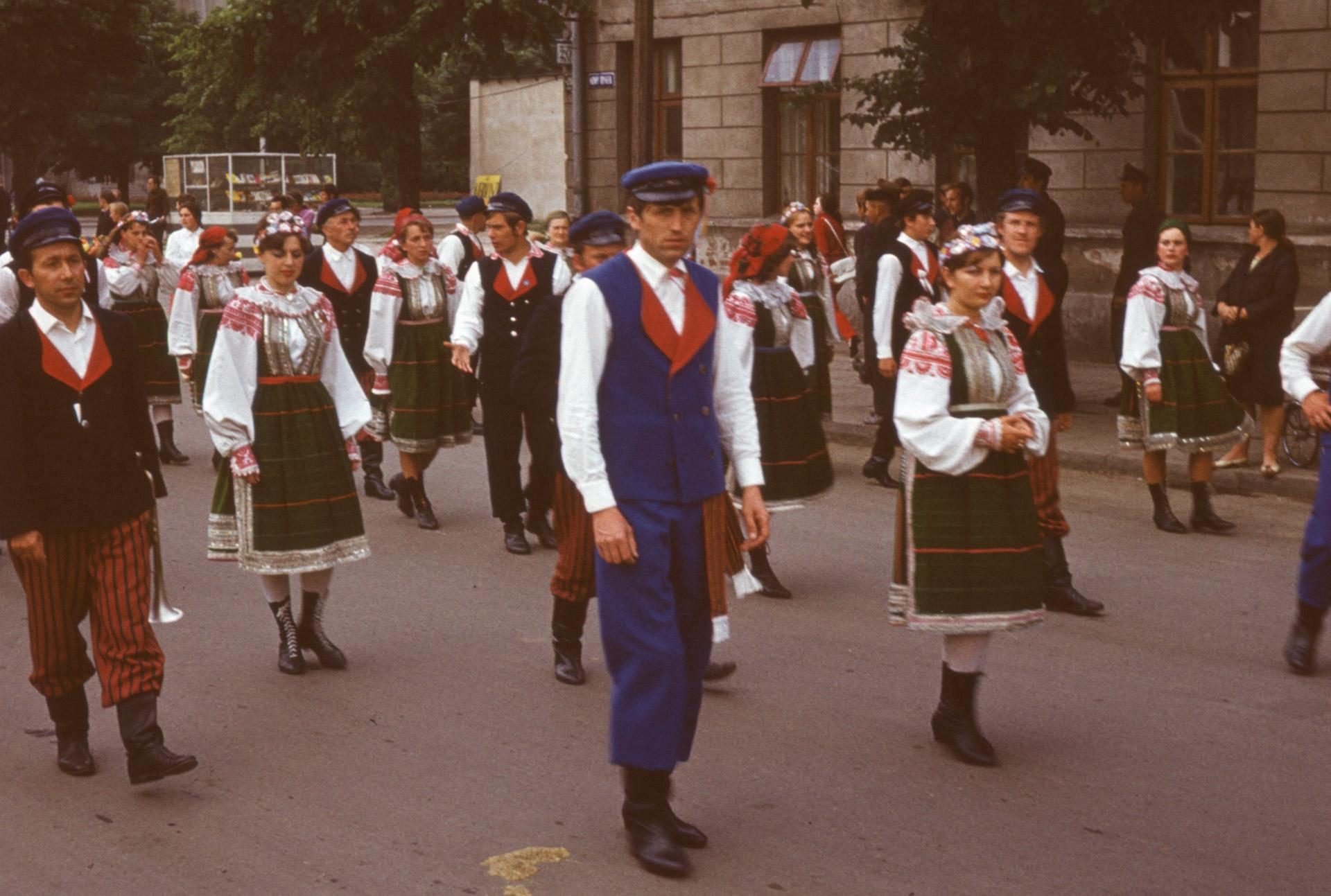
Zespół z Obrytego w strojach kurpiowskich Puszczy Białej
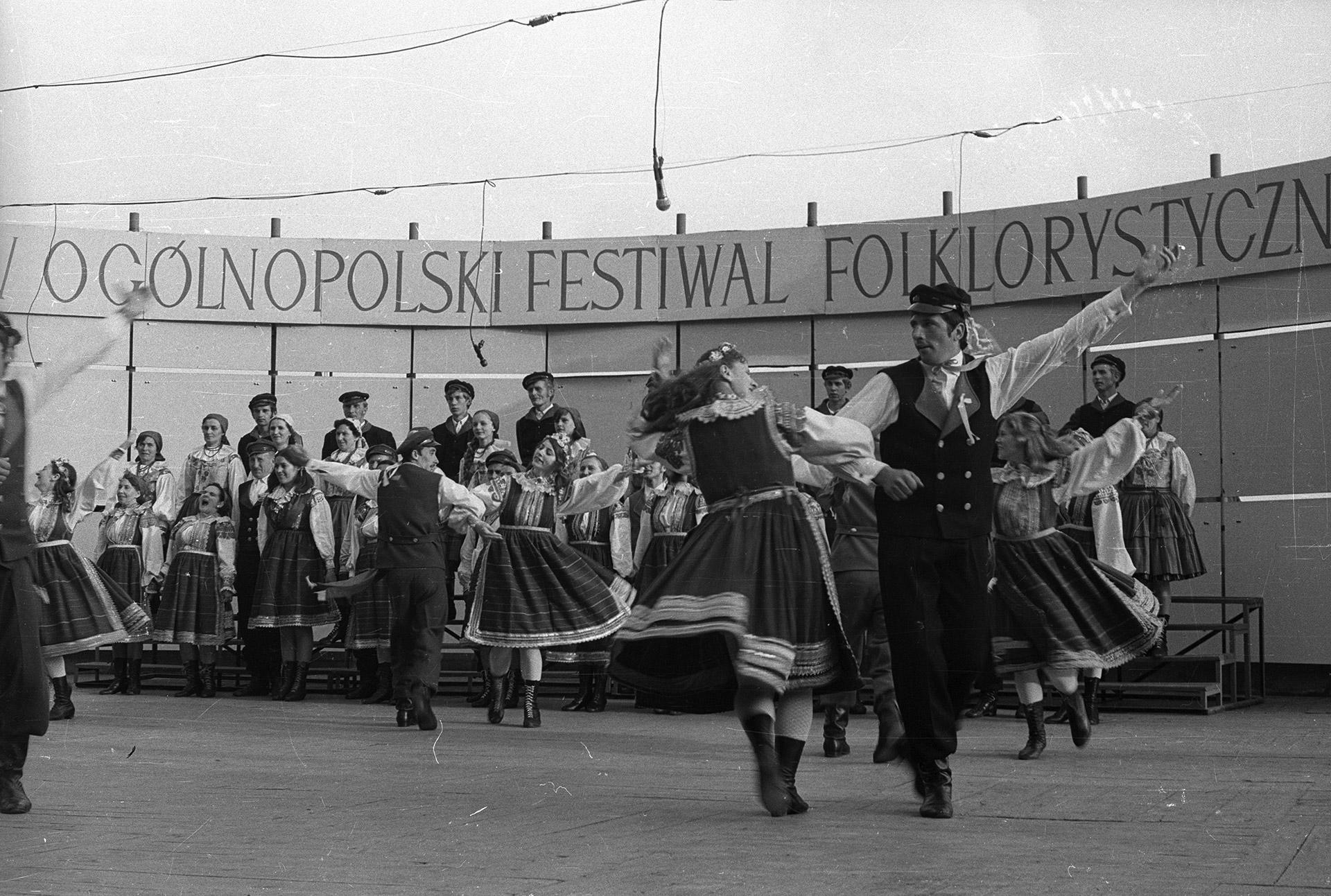
Zespół z Obrytego w strojach kurpiowskich Puszczy Białej
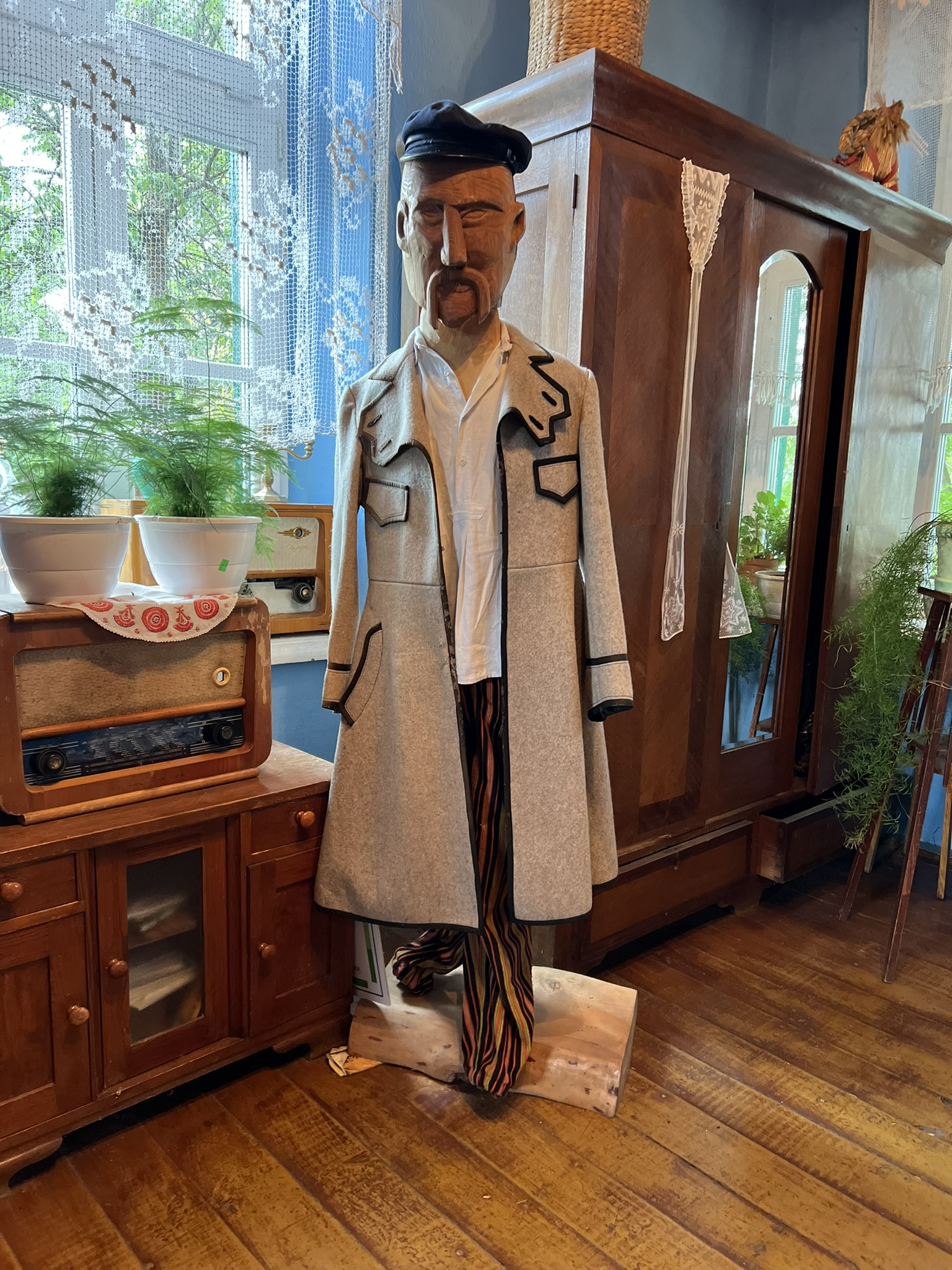
Ciamara (sukmana) Kurpia Białego, Kuźnia Kurpiowska w Pniewie
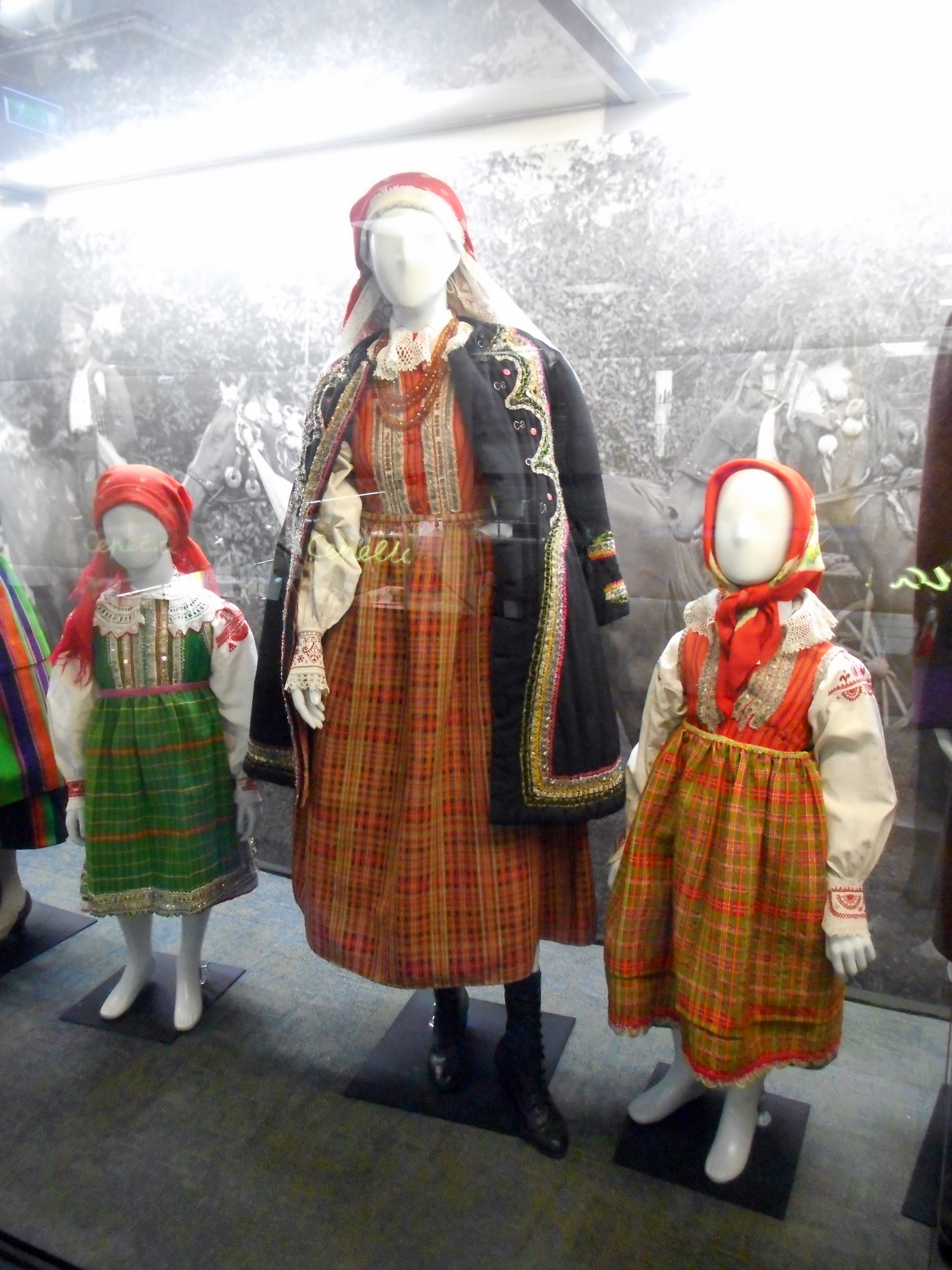
Stroje kobiety i dziewcząt z Puszczy Białej, Państwowe Muzeum Etnograficzne w Warszawie
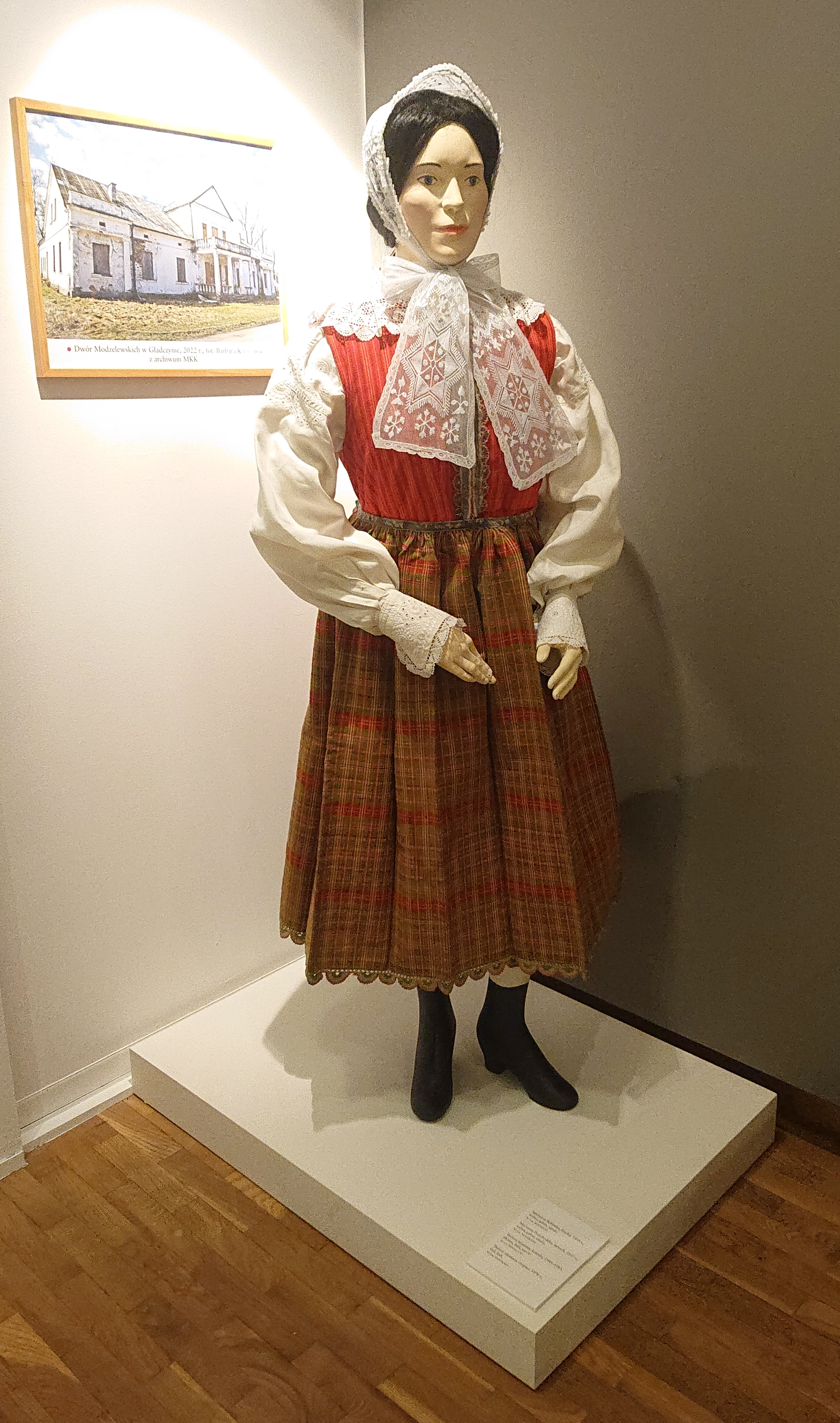
Strój damski z Puszczy Białej, Muzeum Kultury Kurpiowskiej w Ostrołęce
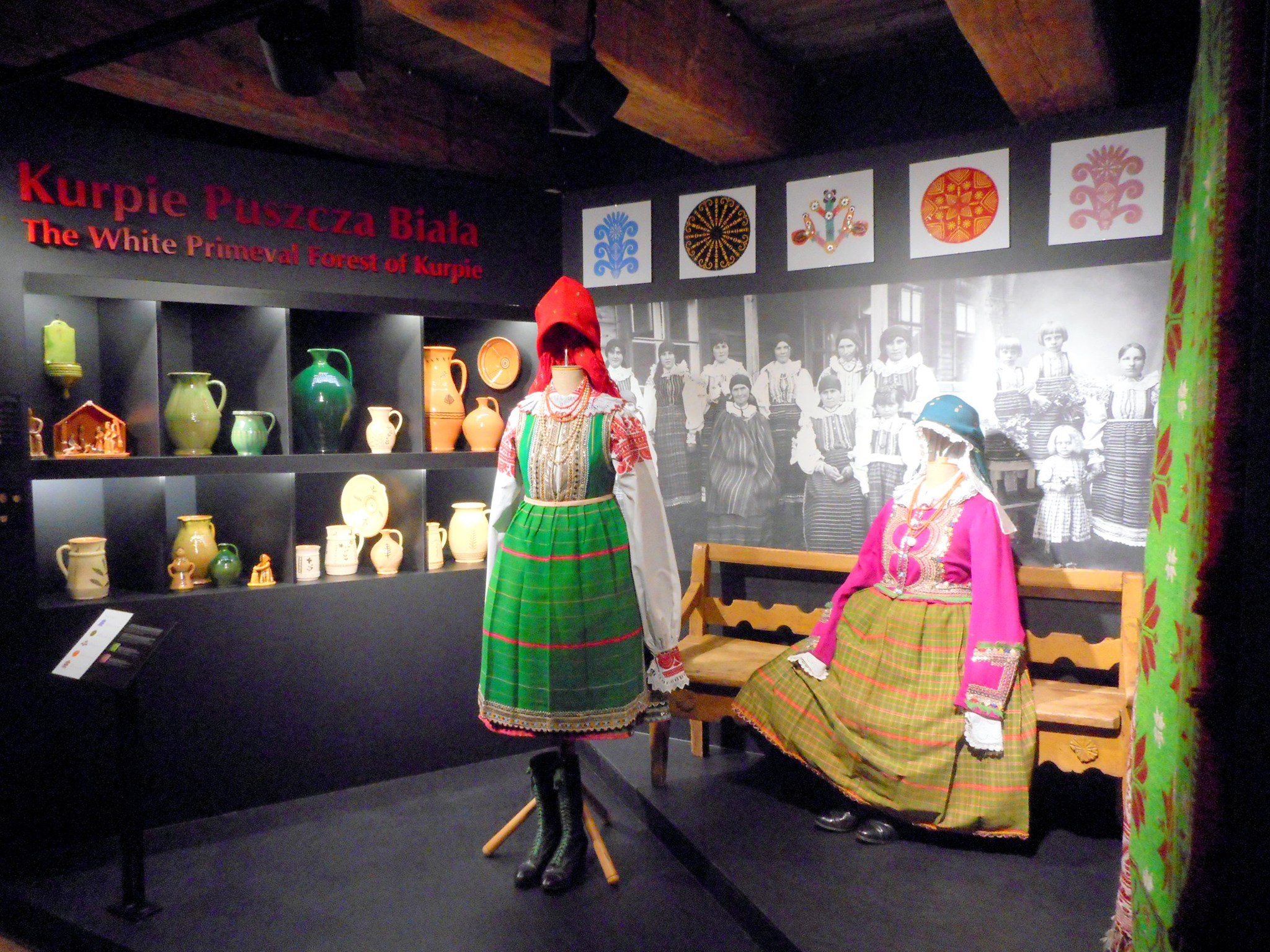
Stroje kurpiowskie z Puszczy Białej, Muzeum Mazowieckie w Płocku
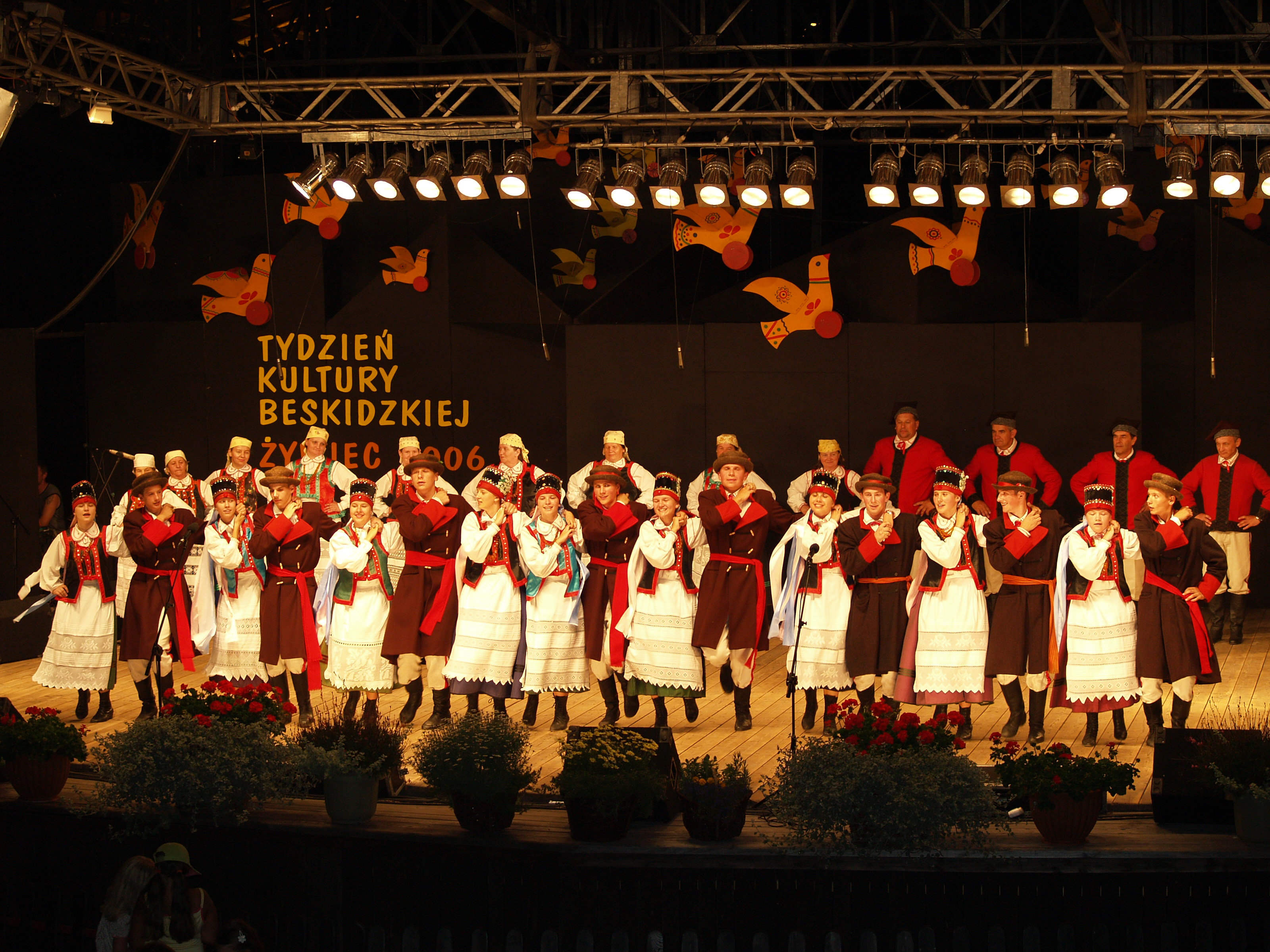
Zespół „Kurpianka” z Kadzidła w strojach Kurpiów Puszczy Zielonej
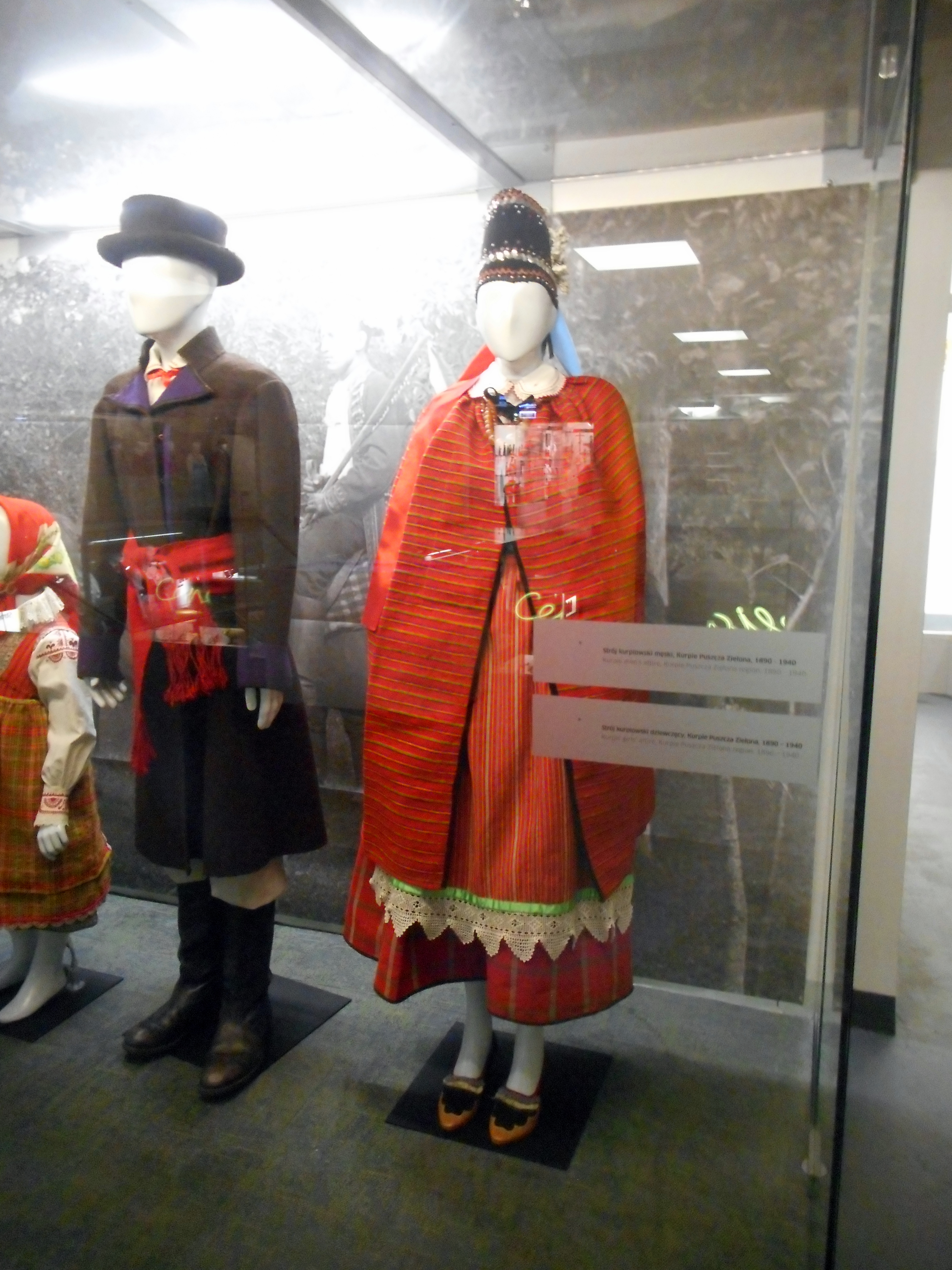
Strój kawalera i panny z Puszczy Zielonej, Muzeum Kultury Kurpiowskiej w Ostrołęce
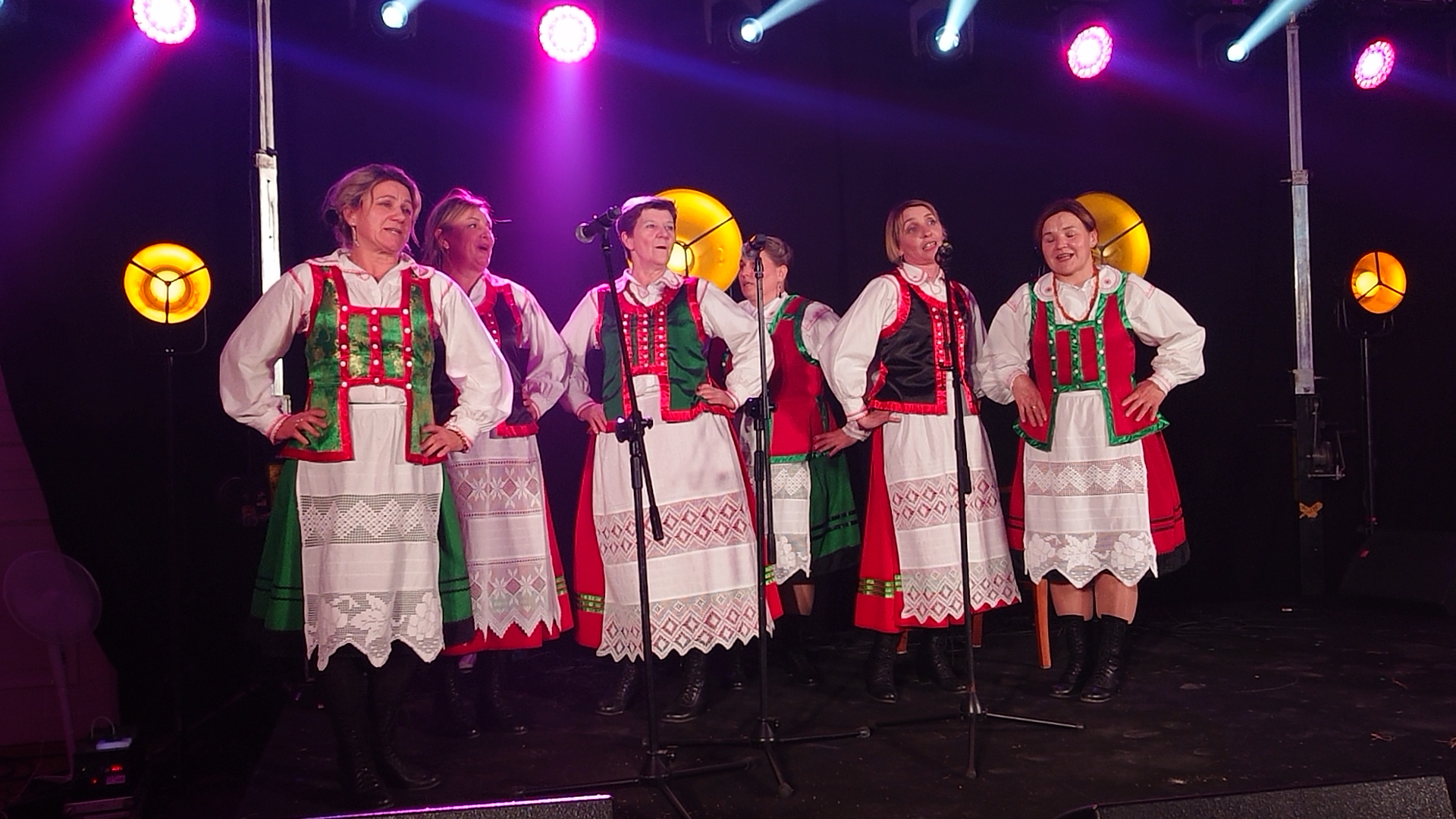
Kobiety z Kruszy w strojach kurpiowskich Puszczy Zielonej
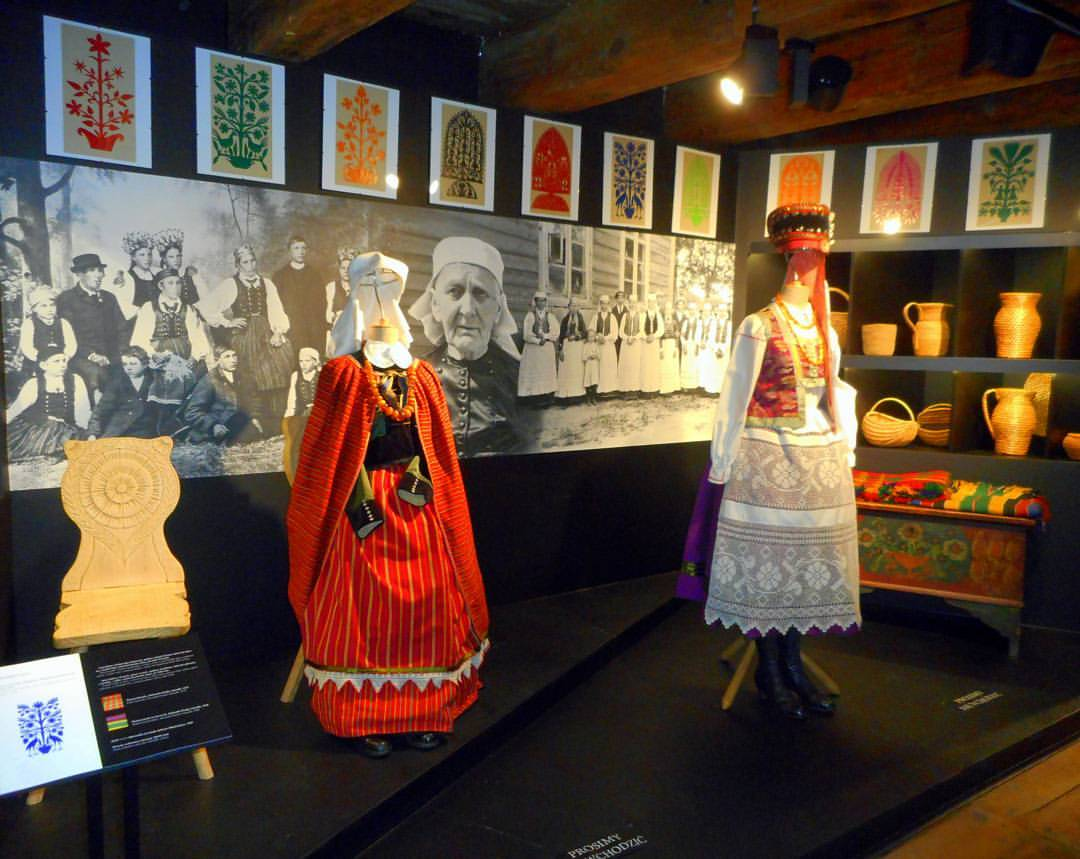
Stroje kurpiowskie z Puszczy Zielonej, Muzeum Mazowieckie w Płocku
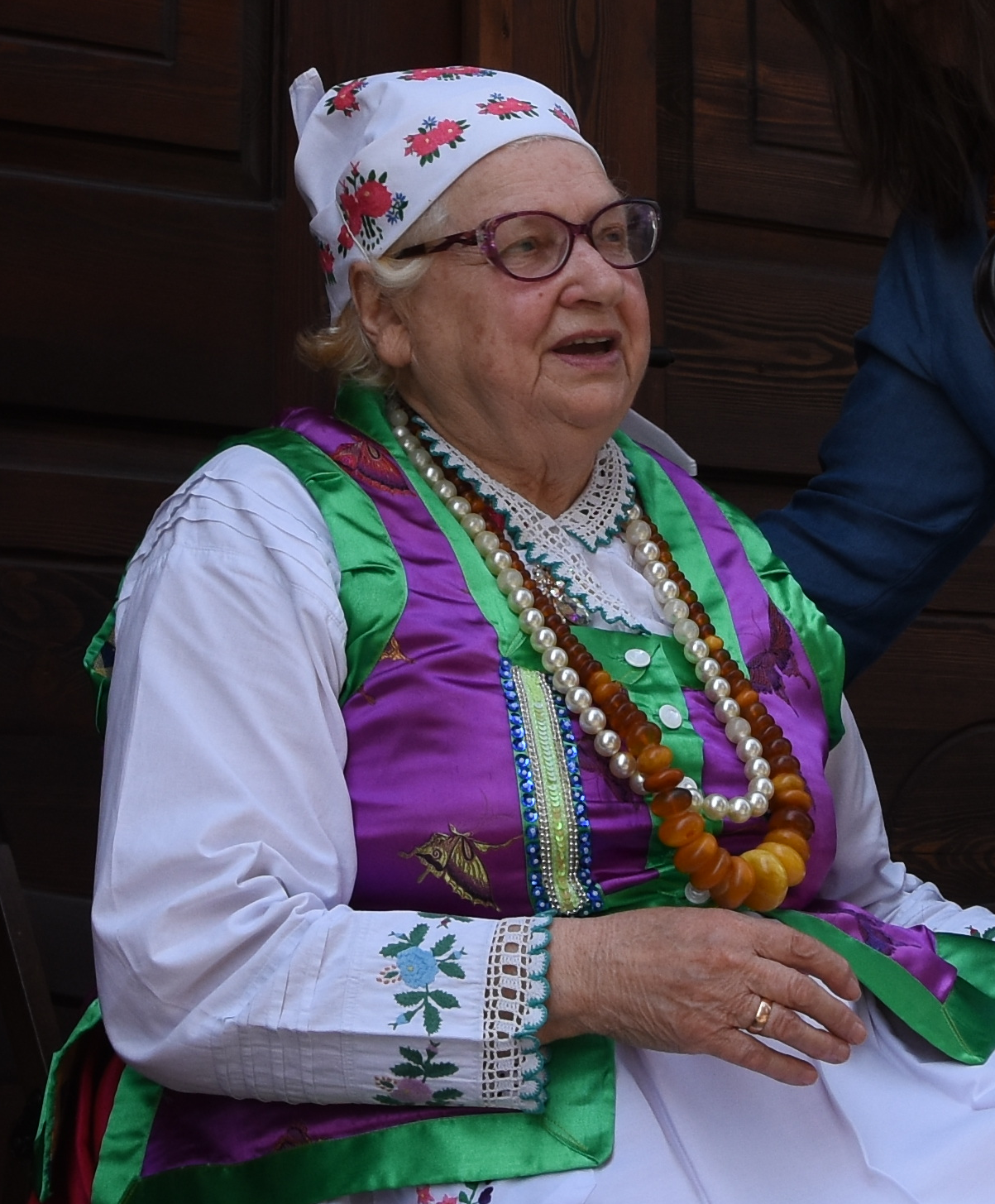
Zofia Warych z Myszyńca w stroju Kurpianki Zielonej
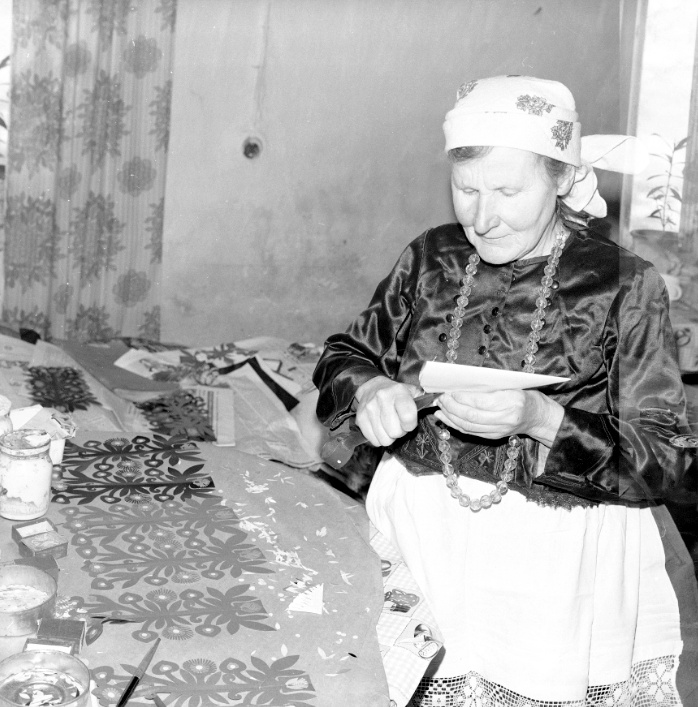
Wycinankarka Stanisława Olender w stroju Kurpianki z Puszczy Zielonej
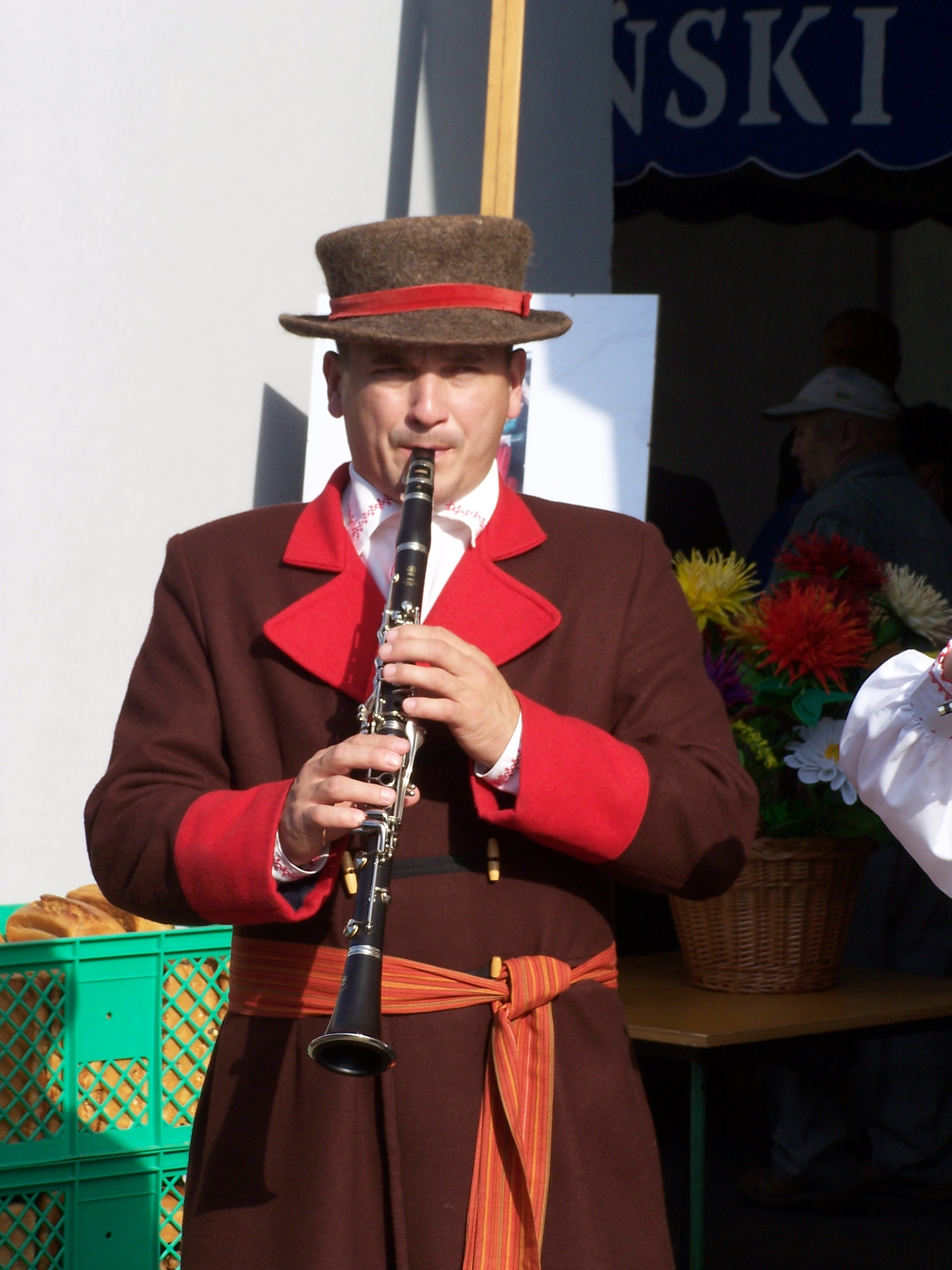
Klarnecista Paweł Łaszczych z Kadzidła w stroju Kurpia Zielonego